# تود بوكانان
تود بوكانان (بالإنجليزية: Todd Buchanan)‏ هو مدرب كرة سلة أمريكي، ولد في 1 مارس 1967.